# Imane Ouelhadj
Imane Ouelhadj, née en novembre 1998 à Douai (Nord), est une syndicaliste étudiante française, présidente de l'Union nationale des étudiants de France (UNEF) de 2022, à 2023.

## Biographie

### Origines et formation
Née en novembre 1998 à Douai (Nord), dans une famille sensibilisée à l'utilité du syndicalisme, Imane Ouelhadj est la fille d'une aide-soignante et d'un chauffeur de poids lourd, qui n'ont pas eu accès à l'université. Son grand-père, mineur de fond marocain dans le bassin minier du Nord-Pas-de-Calais, avait réussi à faire reconnaître son invalidité à la suite d'un accident de travail.
Elle a grandi à Gonesse (Val-d'Oise), dans la banlieue nord de Paris. Au collège, elle accompagne son oncle aux réunions du Mouvement contre le racisme et pour l'amitié entre les peuples. Après l'obtention de son baccalauréat littéraire au lycée René-Cassin (en), elle devient étudiante à l'université Paris Nanterre, d'abord en sciences du langage (2018-2021), puis en sciences politiques (2020-2022). Elle décide de militer dans un syndicat étudiant lorsqu'elle découvre que « des jeunes issus des quartiers populaires qui voulaient entrer dans l’enseignement supérieur voyaient leur rêve déconstruit par une sélection pas seulement sur les notes mais aussi sur le lycée d’origine », en constatant qu'aucun élève de la classe de terminale de son petit frère, scolarisé dans un lycée de banlieue parisienne, n'a eu d'affectation dans Parcoursup.

### Syndicalisme étudiant
Secrétaire générale de l'antenne de Nanterre de l'Unef, elle en devient présidente en 2019, puis, à l'été 2020, entre au bureau national, où elle coordonne les sections locales. En 2021, elle est élue vice-présidente, chargée des affaires sociales, alors que la présidente est Mélanie Luce. Quand Imane Ouelhadj lui succède en février 2022, les médias rappellent que le syndicat étudiant, bien que plutôt « classé à gauche » et autrefois « proche du PS », souligne « depuis plusieurs années » son « indépendance vis-à-vis des partis politiques ». Si elle reconnait qu'il « y a eu des liens dans l’histoire de l’Unef avec des partis », elle souligne que le syndicat est désormais soucieux d'« une indépendance totale, en accord avec la charte d’Amiens » du syndicalisme, à laquelle l'Unef est « très attachée ». La presse constate alors qu'Imane Ouelhadj, qui se déclare par ailleurs attachée aussi à l'universalisme, est décidée à "insister sur les thématiques socio-économiques" et à tirer "la sonnette d’alarme sur la question de la précarité" économique et sociale des étudiants.
Elle alerte notamment sur les bourses étudiantes largement insuffisantes, la grande majorité restant sur l'échelon « 0 bis », d'une centaine d'euros par mois, et le fait que 73 % des étudiants en sont exclus, plaidant pour « une refonte du système de bourse, avec une augmentation de 100 € pour chaque échelon », couplée à une « allocation d’autonomie calculée sur la base des revenus des étudiants et non sur ceux des parents », fixée au seuil de pauvreté, autour de 1 000 euros,.
À l'approche de l'été 2022, avec Yves Calvez, de la FAGE, elle alerte la presse sur les entreprises qui transforment les étudiants en stage en « main d’œuvre pas chère » et annonce que le dispositif SOS Inscription de l'UNEF permet désormais d’aider chaque année « entre 500 et 600 jeunes sans affectation à trouver une place dans une formation », puis lors de la rentrée universitaire suivante, organise un point de presse pour dénoncer à titre préventif le projet du gouvernement Borne de faire des économies de chauffage dans les universités, attirant l'attention sur le fait que des étudiants grelottant en hiver ne pourront « réussir leurs études dans de telles conditions ».

### Intersyndicales
Opposée au projet de la réforme des retraites d'Emmanuel Macron, car estimant que les jeunes seront « les premiers lésés », elle impulse une réunion le 15 janvier 2023 des trois organisations étudiantes françaises ayant le plus d'élus — la FAGE, l'Unef et L'Alternative — pour les unir dans ce combat, dénonçant le fait que des CRS soient « intervenus dans les assemblées générales » à Strasbourg, Paris et Lille,. Mais elle préfère que l'Unef participe au « front syndical unitaire » des confédération de salariés qu'à une marche d'organisations de jeunesse proches de LFI prévue pour le 21 janvier, jugeant plutôt nécessaire « d'organiser la lutte de façon la plus large possible ». C'est ce choix qui est alors fait par le syndicat.
Estimant que « les jeunes resteront mobilisés, même pendant les vacances », elle est associée à la lettre de l'intersyndicale nationale envoyée en mars 2023 à Emmanuel Macron pour demander à le rencontrer,.
Parallèlement, elle exprime des réserves sur les tentatives de blocages d'université,, « car lorsqu’un blocus se déclare, les directions d’université prennent souvent la décision de fermer l’établissement », l'idée de « finir l'année uniquement avec des cours en ligne » n'étant « pas une option envisageable » pour l'UNEF, même si le syndicat « soutient l'ensemble des actions qui permettent à la jeunesse de se faire entendre ». Elle prend ainsi la parole dans une manifestation de la coordination interfacs et de la coordination nationale étudiante, réunissant plusieurs centaines d'étudiants partis soutenir les éboueurs en grêve de l'incinérateur d'Ivry. Elle est au même moment moquée dans un passage de quelques lignes par Michel Onfray car l'UNEF demande que les diplômes obtenus par les étudiants ayant changé de prénom puissent être délivrés en deux versions, dont l'une avec le nouveau prénom.